# Katrin Schaake
Pour les articles homonymes, voir Schaake.
Katrin Schaake est une actrice allemande née à Hambourg le 13 novembre 1931.

## Biographie
Katrin Schaake commence sa carrière en 1959 avec un rôle dans Aus dem Tagebuch eines Frauenarztes de Werner Klingler mettant en vedette Rudolf Prack. Deux ans plus tard, elle tourne dans Unser Haus in Kamerun d'Alfred Vohrer, avec Götz George et Johanna von Koczian. Après quelques apparitions à la télévision dans Stahlnetz et Hafenpolizei , elle obtient un rôle dans le long métrage oscarisé Quoi de neuf, Pussycat ? avec Peter Sellers, Romy Schneider, Capucine et Woody Allen. Elle joue ensuite dans Le Jardinier d'Argenteuil avec notamment Jean Gabin et Curd Jürgens.
Après avoir joué dans Babeck en 1968, elle s'oriente vers le nouveau cinéma allemand . Entre 1969 et 1973, elle apparaît dans dix œuvres de Rainer Werner Fassbinder , dont L'amour est plus froid que la mort, Les Larmes amères de Petra von Kant et Le Monde sur le fil. À cette époque, elle est mariée à Ulli Lommel. À partir de 1974, elle va partager la vie de Marius Müller-Westernhagen pendant douze ans .
Schaake a joué dans quelques téléfilms et films de cinéma jusqu'à la fin des années 1970, puis elle apparaît plus ou moins régulièrement comme actrice invitée dans des séries allemandes, telles que Tatort, Peter Strohm, Schwarz Rot Gold ou La Clinique de la Forêt-Noire. Elle met fin à sa carrière en 2001 avec un dernier rôle dans September Song d'Ulli Lommel.
Schaake a également travaillé comme comédienne de doublage pendant près de vingt ans. Sous le pseudonyme de Katrin Miclette, elle synchronise de nombreux personnages de séries télévisées dans les années 1970 et 1980, notamment dans Columbo, Equalizer, L'Homme qui valait trois milliards, Drôles de dames ou encore Les Routes du paradis. Elle a prêté sa voix dans plusieurs films à Marisa Berenson, Katharine Hepburn et Catherine Schell.

## Filmographie partielle

### Au cinéma
- 1959 : Aus dem Tagebuch eines Frauenarztes de Werner Klingler : Anni Kunz
- 1965 : Quoi de neuf, Pussycat ? (What's New, Pussycat ?) de Clive Donner : Jacqueline
- 1965 : Le Jardinier d'Argenteuil de Jean-Paul Le Chanois : Patricia
- 1965 : Heimlichkeiten de Wolfgang Staudte : Margot Riemeck
- 1969 : La Chair en feu (Eine Frau sucht Liebe) de Robert Azderball : La petite amie
- 1969 : L'amour est plus froid que la mort (Liebe ist kälter als der Tod) de Rainer Werner Fassbinder : La jeune femme dans le train
- 1969 : Le Bouc (Katzelmacher) de Rainer Werner Fassbinder : La femme sur la route
- 1969 : Les Dieux de la peste (Götter der Pest) de Rainer Werner Fassbinder : La propriétaire du 2e café
- 1970 : Le Soldat américain (Der amerikanische Soldat) de Rainer Werner Fassbinder : Magdalena Fuller
- 1971 : Whity de Rainer Werner Fassbinder : Katherine Nicholson
- 1971 : Prenez garde à la sainte putain (Warnung vor einer heiligen Nutte) de Rainer Werner Fassbinder : scriptgirl
- 1972 : Les Larmes amères de Petra von Kant (Die Bitteren Tränen der Petra von Kant) de Rainer Werner Fassbinder : Sidonie von Grasenabb
- 1976 : Une vie gâchée (Verlorenes Leben) d'Ottokar Runze
- 2001 : September song d'Ulli Lommel : Anna

### À la télévision
- 1965 : Bob Morane (Série de 1963 - épisode Le cheik masqué) : Sonia
- 1970 : Anglia de Werner Schroeter
- 1972 :  Huit heures ne font pas un jour (Acht Stunden sind kein Tag) de Rainer Werner Fassbinder : Locataire (2e partie)
- 1973 : Le Monde sur le fil (Welt am Draht) de Rainer Werner Fassbinder : Assistante en salle de transfert